# فاسيلي كوزنيتسوف
فاسيلي كوزنيتسوف (بالروسية: Василий Александрович Кузнецов)‏ هو لاعب كرة قدم روسي في مركز حراسة المرمى، ولد في 24 أغسطس 1978 في موسكو في روسيا. شارك مع منتخب روسيا تحت 21 سنة لكرة القدم. أما مع النوادي، فقد لعب مع إف سي يريفان وسيبير نوفوسيبيريسك وسيسكا موسكو ونادي بارتيزان مينسك ونادي سبارتاك موسكو 2 لكرة القدم ونادي غوميل ونيمان غرودنو.